# Abrunhosa-a-Velha
Abrunhosa-a-Velha is een plaats (freguesia) in de Portugese gemeente Mangualde en telt 689 inwoners (2001).